# Jean Eustache
Jean Eustache (30. listopadu 1938 Pessac, Akvitánie, Francie – 5. listopadu 1981 Paříž, Francie) byl francouzský filmový režisér a filmový střihač.

## Život
Pocházel z dělnické rodiny. Jako dítě vyrůstal v Pessacu a jako teenager v Narbonne. Do Paříže se přestěhoval v roce 1958. Často se zdržoval v redakci Cahiers du cinéma, nejvýznamnějšího francouzského filmového časopisu té doby, a účastnil se tamních diskusí. Odmítl jet do Alžírska, pokusil se o sebevraždu podříznutím si žíly a strávil rok v psychiatrické léčebně.
Oženil se s Jeanne Delosovou, se kterou měl dva syny, Patricka a Borise. Na začátku 60. let pracoval Eustache pro oddělení francouzské televizní stanice ORTF „Service de la Recherche de l'ORTF“. Ve filmu debutoval v roce 1964 krátkým filmem Les mauvaises fréquentations (Zlá společnost). Trvalo dalších téměř deset let, než v roce 1972 po několika krátkých filmech a dokumentech natočil svůj první celovečerní film La Maman et la putain. Jeho autobiograficky inspirovaná zápletka vypráví o milostném trojúhelníku, lásce muže (v podání Jeana-Pierra Léauda) ke dvěma ženám (Bernadette Lafont, Françoise Lebrun).
Na filmovém festivalu v Cannes v roce 1973 získal film La Maman et la putain Velkou cenu poroty a cenu FIPRESCI mezinárodních filmových kritiků. Dvacetdvacetiminutový film měl u diváků poměrně velký úspěch a krátce nato umožnil Eustacheovi natočit další celovečerní film. Ve filmu Mes petites amoureuses (Moji malí milenci) režisér poprvé profesionálně pracoval na 35mm barevném filmu. Tento film vypráví příběh pubertálního chlapce (hraje ho Martin Loeb), který se po šťastném životě se svou babičkou vrací do bezútěšné jižní Francie, do provinčního života své matky. Protože tento film byl komerčním neúspěchem, Eustache nebyl schopen financovat další celovečerní film. V důsledku toho byly jeho další filmy opět natáčeny za finančně nejistých okolností. Eustachův poslední film, Les Photos d'Alix, získal v roce 1982 cenu César pro nejlepší krátký film – úspěch, kterého se sám nedožil.
Poté, co se stal filmařem, Eustache udržoval úzké vazby se svými přáteli a příbuznými v Pessacu. V roce 1981 byl částečně paralyzován při autonehodě. Zabil se střelnou zbraní ve svém pařížském bytě ve věku 42 let.

## Filmografie

### Režisér
- 1963 : La Soirée, nedokončeno
- 1964 : Les Mauvaises Fréquentations, 42 minut
- 1966 : Le père Noël a les yeux bleus, 47 minut
- 1968 : La Rosière de Pessac, 65 minut
- 1969 : Dva 26minutové filmy natočené pro televizi:
  - Sur Le Dernier des hommes de Murnau
  - À propos de La Petite Marchande d'allumettes de Jean Renoir
- 1970 : Le Cochon, 65 minut, spoluautor: Jean-Michel Barjol
- 1971 : Numéro zéro, 1 h 50 min.
- 1973 : La Maman et la Putain, 3 h 40 min.; Zvláštní velká cena poroty na filmovém festivalu v Cannes 1973, Cena Mezinárodní federace filmového tisku 1973.

- 1974 : Mes petites amoureuses, 2 h
- 1977 : Une sale histoire, volet document : 22 minut a sekce beletrie: 28 minut
- 1979 : La Rosière de Pessac 79, 67 minut
- 1980 : Le Jardin des délices de Jérôme Bosch, 34 minut
- 1980 : Offre d'emploi, 18 minut
- 1980 : Les Photos d'Alix, 18 minut, spoluautoři: Alix Cléo Roubaud, Boris Eustache 1982; Cena César za nejlepší krátký hraný film

### Střihač
- Dedans Paris, režisér Philippe Théaudière
- Les Taches, režisér Raymonde Baaudry-Delahaye
- 1964 : Séquence de flamenco dans Octobre à Madrid, režisér Marcel Hanoun
- 1966 : L'Accompagnement, režisér Jean-André Fieschi
- 1966 : Jean Renoir, le Patron, režisér Jacques Rivette, pro televizi
- 1968 : Les Idoles, režisér Marc'O
- 1971 : Une aventure de Billy le Kid, režisér Luc Moullet

### Herec
- 1962 : Les Roses de la vie, režisér Paul Vecchiali
- 1966 : L'Accompagnement, režisér Jean-André Fieschi
- 1966 : L'Authentique Procès de Carl-Emmanuel Jung, režisér Marcel Hanoun
- 1966 : Les Cœurs verts, režisér Edouard Luntz
- 1967 : Week-end, režisér Jean-Luc Godard
- 1973 : Céline et Julie vont en bateau, režisér Jacques Rivette
- 1975 : Vincent mit l'âne dans un pré (et s'en vint dans l'autre), režisér Pierre Zucca
- 1977 : L'Ami américain, režisér Wim Wenders
- 1978 : La Tortue sur le do, režisér Luc Béraud